# Кринипеллис
Кринипе́ллис (лат. Crinipellis) — род грибов семейства Marasmiaceae. Род включает около 65 видов и имеет широкое распространение. Впервые был описан французским учёным Нарциссом Теофилом Патуйяром в 1889 году.

## Виды
- Crinipellis campanella (Peck) Singer, 1942
- Crinipellis corticalis (Desm.) Singer & Clémençon, 1973
- Crinipellis filiformis G. Stev., 1964
- Crinipellis micropilus (Reichardt) Singer, 1962
- Crinipellis minutula (Henn.) Pat., 1900
- Crinipellis perniciosa (Stahel) Singer, 1942
- Crinipellis procera G. Stev., 1964
- Crinipellis roseola G. Stev., 1964
- Crinipellis sarmentosa (Berk.) Singer, 1955
- Crinipellis scabella (Alb. & Schwein.) Murrill, 1915
- Crinipellis substipitaria G. Stev., 1964
- Crinipellis zonata (Peck) Sacc.